# Intel 8085
Intel 8085 — 8-битный микропроцессор, выпущенный компанией Intel в марте 1976 года. Представляет собой усовершенствованную версию процессора Intel 8080.

## Описание
8085 выпускался по 3-микронной технологии, это позволило уместить на кристалл, по площади равный кристаллу Intel 8080, 6500 транзисторов. Аналогично 6800 на кристалле имелся преобразователь напряжения подложки, благодаря чему 8085 использовал всего одно питание с напряжением +5 вольт (что нашло отражение в нумерации в виде цифры «5») . Первоначально использовалась старая технология nMOS, но вскоре она была заменена на HMOS (High-performance MOS), что позволило поднять тактовую частоту. Максимальная тактовая частота nMOS версии 1976 года (i8085A) составляла 3 МГц, а в последующих HMOS-версиях (что с буквой H) достигла 6 МГц (i8085AH-1). Кристалл 8085 содержал свой задающий генератор, системный контроллер и контроллер приоритетных прерываний, позволяющий обслуживать прерывания с 4 доп. входов запроса прерываний. Таким образом по сравнению с i8080 отпадали i8224, i8228 и i8259 .
Процессор 8085 в основном программно совместим с 8080. Отличия в числе тактов некоторых команд и работе вспомогательного флага переноса (auxillary carry) после команды AND (это не влияет на совместимость). Пятитактовые команды декремента/инкремента и, очень существенные для быстродействия, команды межрегистровой пересылки стали, как и в Z80, четырёхтактовыми, но все команды, требующие записи в/из стека, удлинились на 1 такт. Для совместимости с 8080 в командах IN/OUT 8085 дублирует адрес порта и на старшей половине адресов (это существенно для систем, где порты — в области памяти). На практике все программы для 8080, не использующие его недокументированные свойства и не привязанные жёстко к времянкам, работают на 8085. В целом по работе команд 8085 более совместим с 8080, чем Z80.
Однако некоторые программы 8080, с целью защиты от взлома использующие 12 кодов 8080, не являющихся официальными командами (но тем не менее исполняемые как CALL, JMP, RET и NOP), не могут работать на 8085, т. к. в нём эти же коды исполняются иначе (см. раздел "Недокументированные команды").
8085 использует протокол шины с мультиплексированием, что не позволяло включать в его шину периферийные БИС МП-комплекта 8080 или подобных. Потому специально для 8085 Intel выпускала широкий ассортимент периферийных БИС с такой же шиной. При некотором усложнении схемы инженерам удавалось интегрировать этот процессор и в системы с традиционной шиной.
Клоны процессора выпускались в разных странах. В СССР они выпускались Новосибирским заводом полупроводниковых приборов под обозначениями КР1821ВМ85А (пластиковый корпус) и ИМ1821ВМ85А (металло-керамический корпус).

## Технические характеристики
- Дата анонса: март 1976 года
- Тактовая частота (МГц): 3; 5; 6
- Разрядность регистров: 8 бит
- Разрядность шины данных: 8 бит
- Разрядность шины адреса: 16 бит
- Объём адресуемой памяти: 64 Кбайт
- Количество транзисторов: 6500
- Техпроцесс (нм): 3000 (3 мкм)
- Корпус: 40-контактный керамический или пластмассовый DIP-корпус
- Поддерживаемые технологии: 90 инструкций

## Недокументированные команды
В официальной документации указано, что система команд процессора 8085 относительно 8080 расширена всего на 2 команды RIM и SIM (служащих для управления прерываниями и обслуживания входов SID/SOD). Однако оказалось, что реально по системе команд 8085 превосходит процессор 8080 на 12 команд. Два инженера, разрабатывая в конце 70-х свой ассемблер, обнаружили и рассекретили ещё десять полезных, но недокументированных команд. Среди них такие полезные, как шестнадцатиразрядное вычитание, шестнадцатиразрядные сдвиги, сложение HL и числа с пересылкой результата в DE, часто используемая косвенная загрузка регистровой пары и др..

## Применение
Микропроцессор 8085 и его КМОП-версия 80C85 применялись в составе различных контроллеров, терминалов, некоторых персональных компьютеров, например TRS-80 Model 100 и IBM System/23 Datamaster (Model 5322). Радиационно-стойкие версии 8085 использовались в бортовых компьютерах ряда космических аппаратов НАСА и ЕКА в 1990-х и начале 2000-х годов, таких как CRRES, Polar, FAST, THEMIS, марсоходе Соджорнер. Швейцарская компания SAIA в 1980-е годы применяла микропроцессоры 8085 и 8085-2 в линейке программируемых логических контроллеров PCA1.
Корпорация Pro-Log устанавливала 8085 и вспомогательные компоненты, включавшие ОЗУ, розетки для ПЗУ и ППЗУ, схемы ввода-вывода на платы для шины STD Bus. В прилагавшейся документации обозначения инструкций 8085 были полностью изменены, поскольку данные платы являлись прямым конкурентом плат для шины Multibus компании Intel.